# 伊藤公一 (歯学者)
伊藤 公一(いとう こういち、1947年 - )は、日本の歯科医師・歯学者。日本大学歯学部教授。日本歯周病学会元理事長。歯周治療学に関する研究で知られる。

## 経歴
1972年日本大学歯学部、1976年同大学院卒業。日本大学より歯学博士の学位を取得、学位論文の題は「慢性辺縁性歯周炎の進行度別にみた歯肉中の遊離コレステロール,コレステロールエステルおよび総コレステロール量の変動について」。 1999年より同大学教授。

## 著作
- 伊藤公一 他 著、村井正大 編『臨床歯周治療学』三樹企画出版、1988年5月。ISBN 4915854019。 NCID BA80982554。
- 伊藤公一『咬合性外傷の話』クインテッセンス出版、1988年7月10日。ISBN 978-4-87417-254-4。 NCID BN03783759。
- Anna Matsuishi Pattison, Gordon L.Pattison『ペリオドンタルインスツルメンテーション』監訳 勝山茂、伊藤公一、医歯薬出版、1994年1月。ISBN 426342106X。 NCID BN10447853。
- 岩田健男、伊藤公一、小谷田仁『審美歯科臨床基本テクニック : カラーアトラス part 1』クインテッセンス出版、1994年3月。ISBN 487417440X。 NCID BN10451566。
- 岩田健男、伊藤公一、小谷田仁『審美歯科臨床基本テクニック : カラーアトラス part 2』クインテッセンス出版、1994年3月。ISBN 4874174418。 NCID BN10451566。
- 伊藤公一 編『もっと知りたい歯周病学Q&A34』医歯薬出版〈月刊「デンタルハイジーン」別冊〉、1994年12月。 NCID BN15638983。
- 伊藤公一『アトラス フローチャート歯周治療』クインテッセンス出版、1996年10月10日。ISBN 978-4-87417-525-5。
- 伊藤公一『How to 審美と歯周外科』日本歯科評論社〈クリニカル・テクニック・シリーズ─3〉、1997年8月。ISBN 4-930881-49-8。
- 佐藤田鶴子、伊藤公一、戝部洋、村岡秀明、干川政人『続・歯科医のための治療説明ハンドブック』デンタルダイヤモンド社、1997年12月1日。ISBN 978-4-885100864。
- 伊藤公一、小野芳明、齊藤力、鈴木尚、高橋英登、宮地建夫、向井美惠、安井利一 編『歯と口の健康百科 家族みんなの健康のために』医歯薬出版、1998年7月。ISBN 978-4-263-45400-8。
- 千田彰、村岡秀明、椎木一雄、伊藤公一、財部洋 編『臨床のレベルアップＰＯＩＮＴまずは６０』デンタルダイヤモンド社、2000年1月5日。ISBN 978-4-885100970。
- 伊藤公一 他 著、安井利一 編『おとなのための歯と口の健康づくり』医歯薬出版、2000年5月20日。ISBN 978-4-263-45472-5。
- 鴨井, 久一、山田, 了、伊藤, 公一 編『標準歯周病学』監修 池田克已（第3版）、医学書院〈Standard textbook〉、2000年12月。ISBN 4260137271。 NCID BA50397351。
- 土屋, 和子、安生, 朝子、村上, 恵子 編『ワンランクアップPMTC』監修 伊藤公一、クインテッセンス出版〈歯科衛生士別冊〉、2001年9月10日。ISBN 978-4-87417-698-6。
- アメリカ歯周病学会 編『AAP歯周病と全身疾患との関わり』監訳 伊藤公一、野口俊英、村上伸也、クインテッセンス出版、2003年8月10日。ISBN 978-4-87417-777-8。
- 伊藤, 公一、細見, 洋泰、安田, 登 編『YEAR BOOK 2004　現代の治療指針 全治療分野とペリオドントロジー』クインテッセンス出版〈ザ・クインテッセンス別冊〉、2004年12月10日。ISBN 978-4-87417-831-7。
- 鴨井, 久一、山田, 了、伊藤, 公一 編『標準歯周病学』（第4版）医学書院〈Standard textbook〉、2005年3月。ISBN 4260137298。 NCID BA71666848。
- 伊藤公一 他 著、海野, 雅浩、小谷, 順一郎; 渋井, 尚武 ほか 編『一から学ぶ　歯科医療安全管理』医歯薬出版、2005年7月。ISBN 978-4-263-45586-9。 NCID BA73036614。
- 藤井彰、秋元芳明、池田英治、伊藤公一、嶋田昌彦、須田英明、千田彰、前田隆秀 著、藤井彰 編『歯科領域における偶発症の予防とその対策』クインテッセンス出版、2005年12月10日。ISBN 978-4-87417-883-6。
- 伊藤, 公一、細見, 洋泰、安田, 登 編『YEAR BOOK 2005　現代の治療指針 全治療分野と欠損補綴』クインテッセンス出版〈ザ・クインテッセンス別冊〉、2005年12月10日。ISBN 978-4-87417-886-7。
- 平井, 義人、伊藤, 公一、戸田, 忠夫 編『歯科保存マニュアル』（第4版）南山堂〈歯科マニュアルシリーズ〉、2006年2月21日。ISBN 978-4-525-82014-5。
- 伊藤, 公一、細見, 洋泰、桃井, 保子 ほか 編『YEAR BOOK 2006・2007　現代の治療指針 保存・審美修復＆カリオロジーと全治療分野編』クインテッセンス出版〈ザ・クインテッセンス別冊〉、2007年1月10日。ISBN 978-4-87417-941-3。
- 吉江, 弘正、伊藤, 公一、村上, 伸也 ほか 編『臨床歯周病学』医歯薬出版、2007年3月25日。ISBN 978-4-263-45604-0。
- 伊藤, 公一、内山, 茂、品田, 和美 編『歯周治療におけるメインテナンス Supportive Periodontal Therapy』医歯薬出版〈月刊「デンタルハイジーン」別冊〉、2007年5月20日。ISBN 978-4-263-45604-0。
- 伊藤公一、山﨑長郎 編『長期成功例にみるメインテナンスの実際』ヒョーロン〈日本歯科評論別冊〉、2007年6月11日。
- 伊藤, 公一、細見, 洋泰、宮本, 泰和 ほか 編『YEAR BOOK 2008　現代の治療指針 歯周治療と全治療分野編』クインテッセンス出版〈ザ・クインテッセンス別冊〉、2008年1月10日。ISBN 978-4-87417-995-6。
- 伊藤公一、小濱忠一、細見洋泰、宮本泰和、桃井保子、安田登 編『YEAR BOOK 2009　現代の治療指針 欠損・審美補綴と全治療分野 編』クインテッセンス出版〈ザ・クインテッセンス別冊〉、2009年1月10日。ISBN 978-4-7812-0057-6。
- 伊藤公一、内田剛也 編『日常臨床における再生療法のテクニックと長期経過』ヒョーロン〈日本歯科評論別冊〉、2009年5月27日。
- 伊藤公一 編『歯が長持ちするプラークコントロールのグッドテクニック』クインテッセンス出版、2010年2月10日。ISBN 978-4-7812-0121-4。
- 『ペリオドンタルフラップマネージメント』監修 伊藤公一、構成 佐藤秀一、クインテッセンス出版〈歯周外科手術マスターシリーズVol.01〉、2011年4月10日。ISBN 978-4-7812-0189-4。 NCID BB05975632。
- 監修 伊藤公一、保田好隆 編『歯周-矯正治療 STOP & GO 成人矯正を成功させるためのクリニカルポイント』クインテッセンス出版、2012年2月10日。ISBN 978-4-7812-0244-0。 NCID BB08240304。
- 『術者と介補者のためのスーチャリングテクニック』監修 伊藤公一、構成 西田哲也、クインテッセンス出版〈歯周外科手術マスターシリーズVol.02〉、2012年7月10日。ISBN 978-4-7812-0265-5。 NCID BB10406669。
- 伊藤公一 著「Chapter III 歯周組織再生治療に用いるマテリアル 1. 骨移植材」、和泉, 雄一、二階堂, 雅彦、松井, 徳雄 編『成功する歯周組織再生治療　歯を保存するために』医歯薬出版〈月刊「歯界展望」別冊〉、2012年11月。 NCID BB11057124。
- 吉江, 弘正、伊藤, 公一、村上, 伸也 ほか 編『臨床歯周病学』（第2版）医歯薬出版、2013年1月。ISBN 978-4-263-45662-0。 NCID BB11595159。
- 伊藤公一、小野芳明、齊藤力、鈴木尚、高橋英登、宮地建夫、向井美惠、安井利一 編『新版家族のための　歯と口の健康百科』医歯薬出版、2013年3月。ISBN 978-4-263-44387-3。
- 『Vol.3 実践例から学ぶ歯周外科手術の組み立てかた』監修 伊藤公一、構成 野澤健、クインテッセンス出版〈DVDジャーナル 歯周外科手術マスターシリーズ〉、2013年5月10日。ISBN 978-4-7812-0311-9。 NCID BB12683284。

## 所属団体
- 日本歯科医学会
  - 日本歯科保存学会 常任理事[5]、選挙管理委員会委員長[6]
  - 日本歯周病学会 理事長[2]、日本歯周病学会認定歯周病専門医[7]
  - 日本歯科薬物療法学会[8]
  - 日本歯科医学教育学会 元副理事長[9]、幹事[10]、評議員[10]
  - 日本歯科審美学会 理事[11]
- 日本口腔機能水学会 常任理事、編集員会委員長[1][9]
- 日本禁煙科学会 顧問[12]
- 日本大学歯学会 理事[1]
- 国際歯科研究学会[9][1]
  - 国際歯科研究学会日本部会[1][9]
- World Congress for Oral Implantology, Japan Division[9][1]
- International Academy of Periodontology[9][1]
- American Academy of Periodontolog[9][1]